# Диснис Гранд Флоридиан Ризорт енд Спа
„Диснис Гранд Флоридиан Ризорт енд Спа“ (на английски: Disney's Grand Floridian Resort & Spa) е хотел и спа център, намиращ се в Уолт Дисни Уърлд Ризорт, гр. Лейк Буена Виста, окръг Ориндж, щата Флорида, САЩ.
Хотелът отваря врати на 28 юни 1988 г. под името Grand Floridian Beach Resort. В края 1997 г. името се променя на Grand Floridian Beach Resort.
Курортът има 867 стаи, разпределени в 6 сгради. Всяка стая е с площ средно 37 m². В стандартните стаи има място най-много за 5 души.